# Alice Rekab

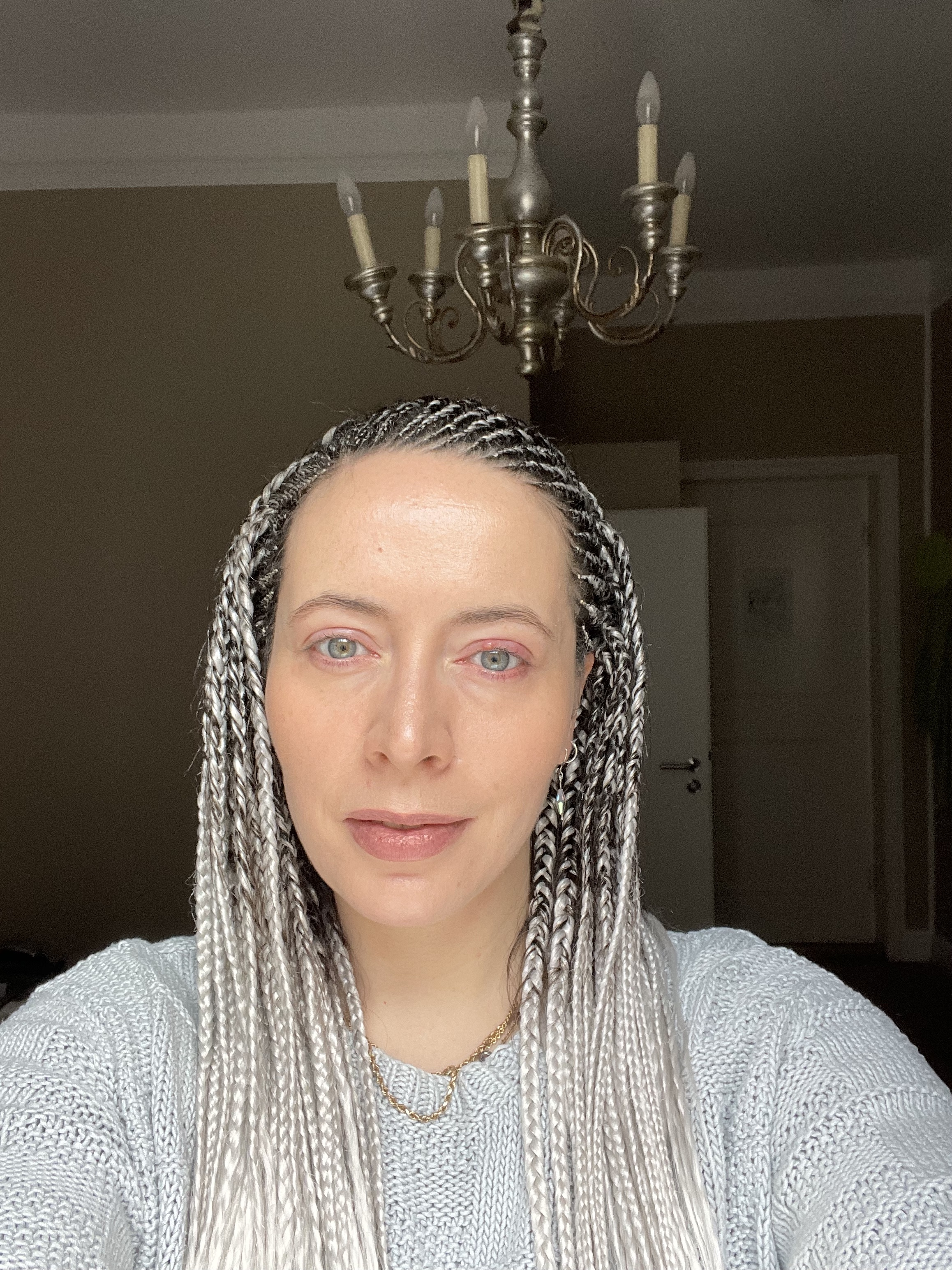
Alice Rekab (2023)

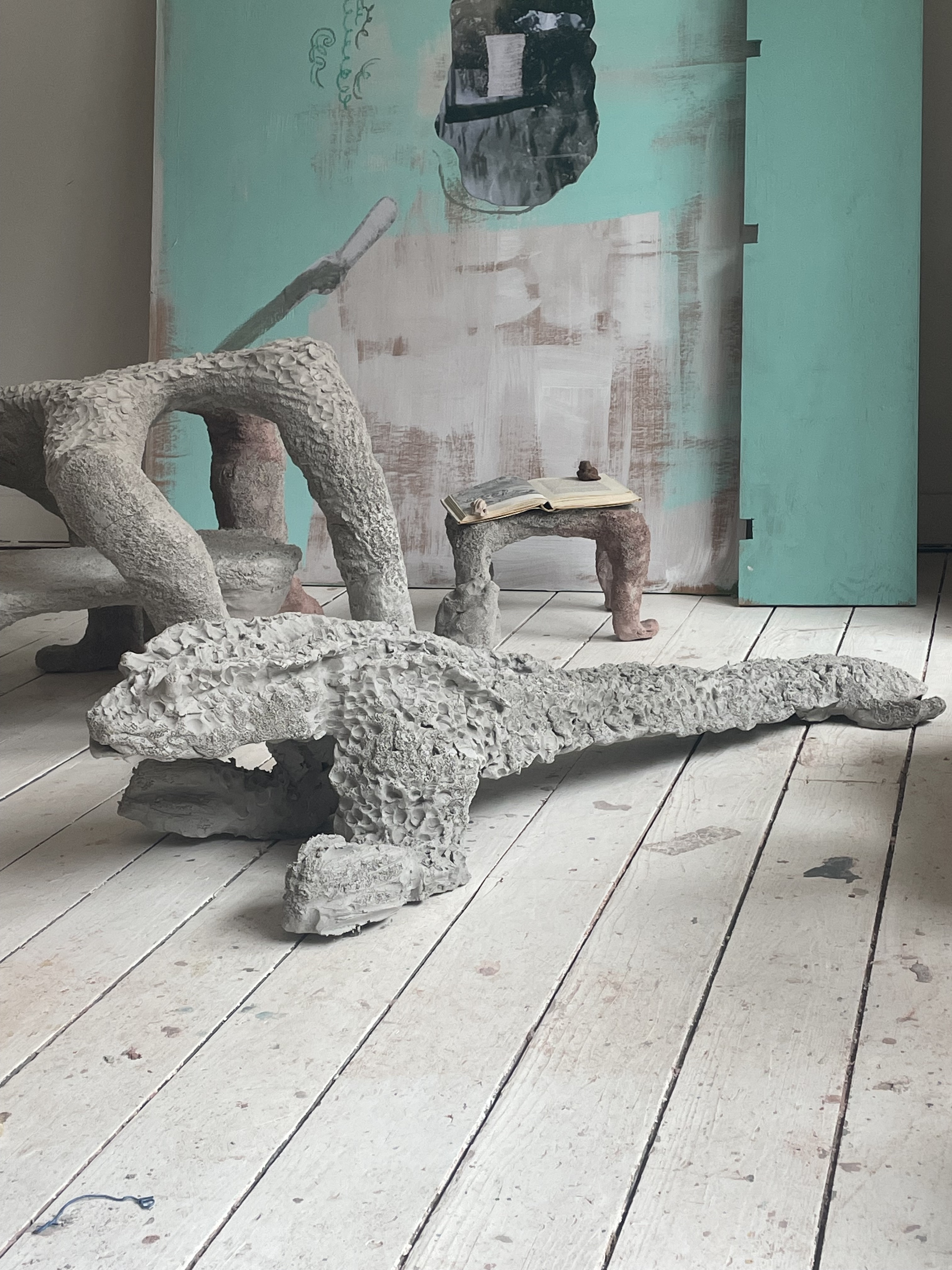
Alice Rekabs Atelier in Dublin mit Kunstwerken, 2021

Alice Rekab (* 1987 in Dublin) ist im Bereich der bildenden Kunst tätig. Die interdisziplinären Werke umfassen die Bereiche Text, Film, Collage und Skulptur. Rekab identifiziert sich als nichtbinäre Person.

## Leben und Werk
Rekabs Mutter ist die irische Malerin Louise Meade. Der Vater, Musiker und Psychologe, stammt aus Sierra Leone.
Als hellhäutiges Kind eines dunkelhäutigen Vaters vermied es Rekab in der Jugend, über das kompliziert scheinende Thema ihrer Herkunft zu sprechen. Die irische Gesellschaft dieser Zeit war hauptsächlich von Weißen geprägt. Rekab machte bereits früh die Erfahrung, als weiße Person wahrgenommen und deswegen anders – teilweise freundlicher – behandelt zu werden als die dunkelhäutigen Verwandten. Manchmal wurde bezweifelt, dass sie wirklich das Kind ihres Vaters sei.
Bereits als Teenager beschloss Rekab, später im Bereich Kunst zu arbeiten. Laut eigener Aussage inspirierten sie damals u. a. die großformatigen Gemälde Anselm Kiefers. 2008 schloss Rekab ein Bachelor-Studium am National College of Art and Design in Dublin ab. 2010 machte sie den Master am Goldsmiths-College in London. 2018 erwarb Rekab mit einer Dissertation über das Werk des Non-Philosophen François Laruelle und der Philosophin Anne-Françoise Schmid den Ph.D an der Kingston University. In der Arbeit beschäftigte sie sich u. a. mit dem Zusammenhang zwischen Philosophie und zeitgenössischer Kunst, sowie mit ihrem eigenen, gemeinschaftsorientierten künstlerischen Ansatz. Laruelle wird als Mentor Rekabs bezeichnet. Rekab, Schmid und Laruelle stehen seit ca. 2015 im freundschaftlichen und professionellen Austausch.
2009 besuchte Rekab das erste Mal Sierra Leone. Sie begleitete ihre Großmutter, die zur Ethnie der Temne gehörte und in den 1990ern vor dem Bürgerkrieg in ihrem Heimatland nach Dublin geflohen war. Von Kindheit an hatte Rekab eine enge Beziehung zu der sehr dunkelhäutigen Verwandten, die Rekab u. a. ihre Muttersprache Krio beibrachte. Rekab bezeichnet diesen ersten Aufenthalt in dem Land, aus dem die Familie väterlicherseits stammt, als prägend. Laut eigener Aussage nahm sie erstmals wahr, dass scheinbar private Eigenheiten ihrer Familie in der Kultur der Vorfahren verankert waren. Rekab erklärte später im Interview, dass während dieser Reise die Idee für das Projekt Family Lines entstand. Mit diesem gattungsübergreifenden Werk aus dem Jahr 2022 schuf sie eine Plattform für irische Künstlerinnen und Künstler afrikanischer Abstammung und befasste sich mit Migrations- und familiären Erfahrungen schwarzer und multiethnischer Personen. Sie arbeitete dabei mit dem Archiv Éireann and I zusammen, einem Gemeinschaftsprojekt, das die Erfahrungen schwarzer Migranten in Irland sammelt. Außerdem kuratierte sie für Family Lines die Werke anderer Künstler afrikanischer Herkunft, wie Salma Ahmed Caller, Larry Achiampong und Holly Graham. Die konkrete Arbeit an der Ausstellung dauerte sechs Jahre.
2023 eröffnete mit Mehrfamilienhaus in der Villa Stuck Rekabs erste museale Ausstellung. Rekab hatte seit 2021 Studienaufenthalte in der Villa Waldberta und in Inning am Ammersee dazu genutzt, sich mit der Geschichte und den Räumlichkeiten des Münchner Museums auseinanderzusetzen. In dieser Zeit experimentierte sie weiter mit Ton, einem Material, das wegen seiner Eigenschaften und Assoziationsmöglichkeiten zentral für ihr Werk ist. In der Ausstellung kombinierte Rekab schließlich Ton-Objekte, z. B. in Gestalt von Nomoli-Statuetten, persönliche Fotos, Collagen und Malerei mit der Einrichtung des ehemaligen Wohnhauses von Franz von Stuck. Dazu kamen Werke, die während der Studienaufenthalte in Bayern entstanden und Objekte, die von dort stammen. Als weiteres Element, das bereits in früheren Arbeiten auftauchte, setzte Rekab Schlangen und Schlangenlinien ein. Damit vereinte sie, passend zum Ausstellungstitel, die Geschichte ihrer Familie und die der Familie Stuck – ergänzt um verschiedenartige kulturelle Verbindungen – in einem Haus.
Rekab lebt und arbeitet in Dublin.

## Auszeichnungen (Auswahl)
- 2018: Culture Ireland GB18 Award
- 2020: The Arts Council Ireland Visual Arts Bursary Award[20]
- 2021: The Arts Council Ireland Visual Arts Project Award[15]
- 2021: Residenzprogramm der Villa Waldberta[21]
- 2022: Residency Peripheral Alliances des Kunstverein München[22]

## Einzelausstellungen (Auswahl)
- 2009: Multiple T, Trisha Brown: Floor of the Forest. Barbican Art Gallery, London
- 2017: Breaking Emmet’s Block, The Pearse Museum, Dublin
- 2018: The Open Object, Stanley Picker Gallery, London[23]
- 2022: Family Lines, The Douglas Hyde Gallery of Contemporary Art, Dublin[24]
- 2023: Mehrfamilienhaus, Villa Stuck, München[19]
- 2025: Bunchlann/Buncharriag, Liverpool Biennal[25]

## Gruppenausstellungen (Auswahl)
- 2018: Broken Diorama, Dublin Art Book Fair, Dublin (zusammen mit Alison Ballance)
- 2018: Fugitive Subjects, London Art Book Fair, Whitechapel Gallery, London (mit Adelaide Bannerman und Anne-Francoise Schmid)
- 2020: Kontinuum, Kleine Humboldt Galerie, Berlin[26]

## Werke in Sammlungen (Auswahl)
- Irish Museum of Modern Art, Dublin: Isatu an Ee cat, Digitaldruck, Zeichnung auf Foto, 84 × 118 cm, Abb.
- Arts Council Ireland Collection
- Sammlung des Trinity College, Dublin

## Publikationen (Auswahl)
- A non-standard art practice: hypotheses on thought and making through text, video and sculpture. Dissertation, Kingston University 2018
- Mit Anne-Francoise Schmid: Art and Philosophy: New solidarities. In: Steven Shakespeare, Niamh Malone, Gary Anderson (Hrsg.): Non-philosophy and Aesthetics: Art Disarming Philosophy. Rowman & Littlefield, Maryland/London 2021, ISBN 978-1-5381-4746-7